# Sünlük, Mustafakemalpaşa
Sünlük là một xã thuộc huyện Mustafakemalpaşa, tỉnh Bursa, Thổ Nhĩ Kỳ. Dân số thời điểm năm 2011 là 514 người.